# FGI-104
FGI-104 هو اسم عقار تجريبي مضاد للفيروسات واسع النطاق ، مع نشاط ضد مجموعة من الفيروسات بما في ذلك التهاب الكبد ب ، والتهاب الكبد سي ، وفيروس نقص المناعة البشرية ، وفيروس إيبولا ، وفيروس التهاب الدماغ الخيلي الفنزويلي.

## آلية عمل الدواء
يعمل الدواء عن طريق تثبيط البروتين TSG101 ، الذي ينقل الفيروسات المصنعة حديثًا إلى الجزء الخارجي من الخلية المصابة ، وبالتالي يكسر دورة تكرار الفيروس. في الدراسات قبل السريرية ، أظهر FGI-104 قدرته على حماية الفئران من مرض فيروس الإيبولا.